# Mali Brebrovnik
Mali Brebrovnik este o localitate din comuna Ormož, Slovenia, cu o populație de 180 de locuitori.